# Nicolas Antoine Taunay
Nicolas Antoine Taunay, né le 11 février 1755 à Paris où il est mort le 20 mars 1830, est un peintre français.

## Biographie
Fils du peintre sur émail Pierre-Henri Taunay (1728-1781), Nicolas Antoine Taunay commence à étudier la peinture en 1768 auprès de Nicolas-Bernard Lépicié, puis auprès de Nicolas Guy Brenet et de Francesco Casanova. En 1776, ses œuvres sont interprétées par le graveur Charles-François-Adrien Macret pour l'illustration de Journées de l'amour ou heures de Cythère de Constance de Lowendal et Claude-Henri de Fusée de Voisenon. De 1784 à 1787, il séjourne à Rome pour étudier grâce à une bourse de l’Académie royale de peinture. Rival sérieux de Philibert-Louis Debucourt, Taunay entre à l’Académie des beaux-arts en 1795. En 1805, il est choisi, avec d’autres peintres, pour représenter les campagnes de Napoléon en Allemagne.
Avec la chute de l’Empereur, Taunay participe à une mission artistique mise en œuvre par le comte de Barca, ministre très écouté du régent don Joao, futur Jean VI de Portugal. Il s’embarque en 1816 avec sa famille pour le Brésil comme membre de la Mission artistique française.
Il arrive à Rio de Janeiro en 1816 et devient peintre pensionné du royaume. Il intègre le groupe des peintres qui fondèrent l’École royale des beaux-arts et, en 1820, est y nommé professeur de peinture de paysages. Il recoit le titre de baron. L’année suivante, en désaccord avec le peintre portugais Henrique José da Silva qui avait été nommé à la direction de l’École, il retourne en France.
Son fils Félix-Émile le remplace comme professeur de peinture de paysages et, le 12 décembre 1834, devient directeur de l’École, entretemps devenue Académie impériale des beaux-arts. Adrien Taunay, son fils cadet, accompagne, comme dessinateur, les expéditions de Freycinet et de Langsdorff.
Le peintre Georges Michel a été son élève.
Il meurt le 20 mars 1830 à Paris.

## Œuvres dans les collections publiques
- Dijon, musée Magnin : Les Naufragés.
- Dole, musée des beaux-arts :
  - L’Amant statufié ;
  - Bac sur une rivière.
- La Fère, Musée Jeanne-d'Aboville : Noces de village
- Malmaison, château de Malmaison : S.M. l’Impératrice en voyage reçoit un courrier qui lui apprend la nouvelle d’une victoire.
- Pau, musée national du château de Pau :
  - Henri IV caracolant devant une dame à son balcon ;
  - Henri IV rencontrant Sully blessé, mars 1590.
- Paris, musée du Louvre : L'Extérieur d’un hôpital militaire, dit aussi les Français en Italie.
- Rennes, musée des beaux-arts : Le Rapt.
- Rouen, musée des beaux-arts : Paysage d’Italie aux villageois en fête.
- Versailles, château de Versailles :
  - Attaque du château de Cosseria, 13 avril 1796 ;
  - Bataille d’Ebersberg, 3 mai 1809 ;
  - Entrée de la garde impériale à Paris, par la barrière de Pantin, 25 novembre 1807[2] ;
  - Entrée de l’armée française à Munich, 24 octobre 1805 ;
  - Gerard Van Spaendonck (1746-1822) ;
  - Hôpital militaire en Italie en 1797 ;
  - L’Armée française descend le mont Saint-Bernard, 20 mai 1800 ;
  - L’Armée française traverse les défilés de la Sierra Guadarrama, décembre 1808 ;
  - Le Général Bonaparte reçoit des prisonniers sur le champ de bataille, 1797 ;
  - Le Général Junot au combat de Nazareth, 8 avril 1799 ;
  - Passage des défilés du Guadarrama, 24 décembre 1808.
- Vizille, musée de la Révolution française : Trait de bravoure et de patriotisme de plusieurs soldats français détenus en prison, 1794[3].

## Œuvres dans les collections privées
- Boissy-Saint-Léger, château de Grosbois : La bataille de Lodi, vue générale, 1er quart du XIXe siècle.

## Galerie

Œuvres de Nicolas Antoine Taunay
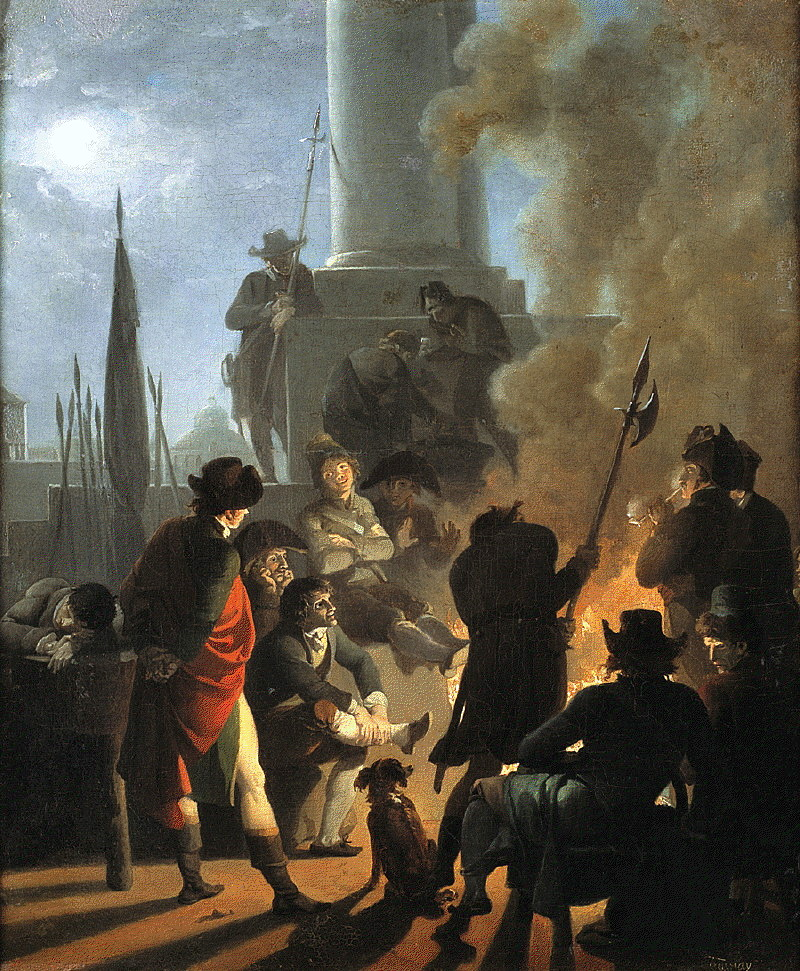
Le Bivouac des sans-culottes (1790), Orléans, musée des beaux-arts.
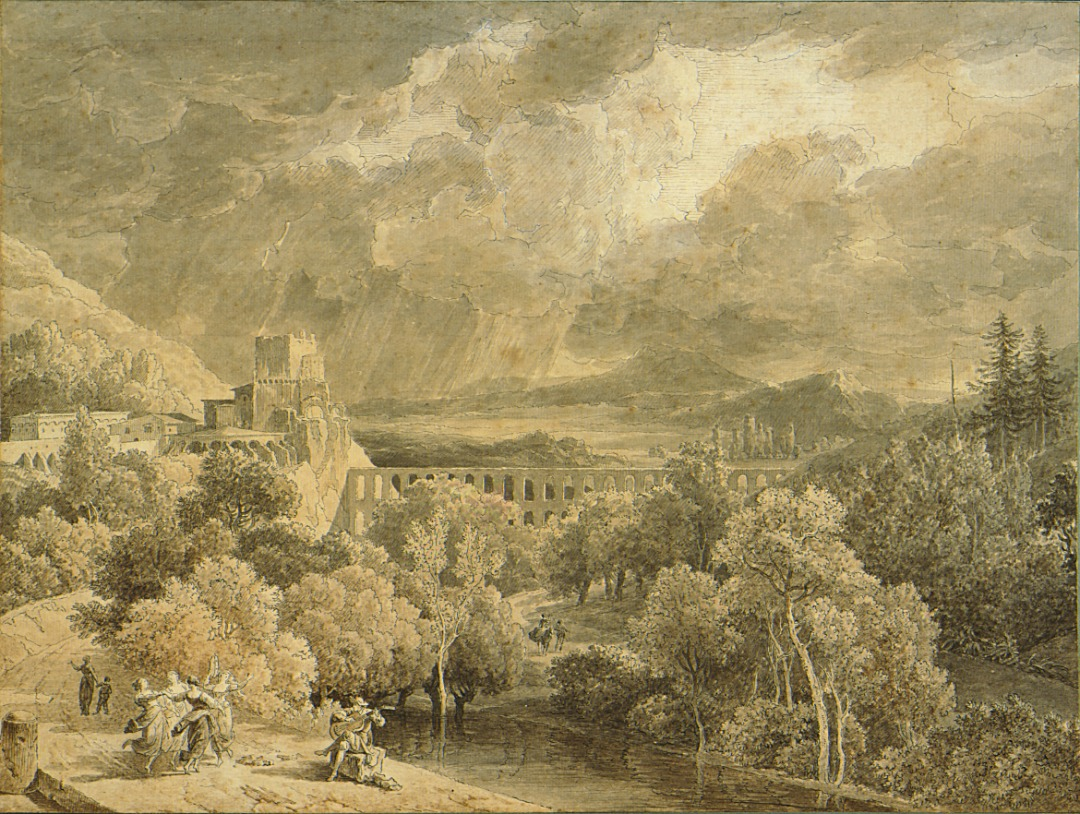
Paysage avec un aqueduc (vers 1810), musée d'art du comté de Los Angeles.
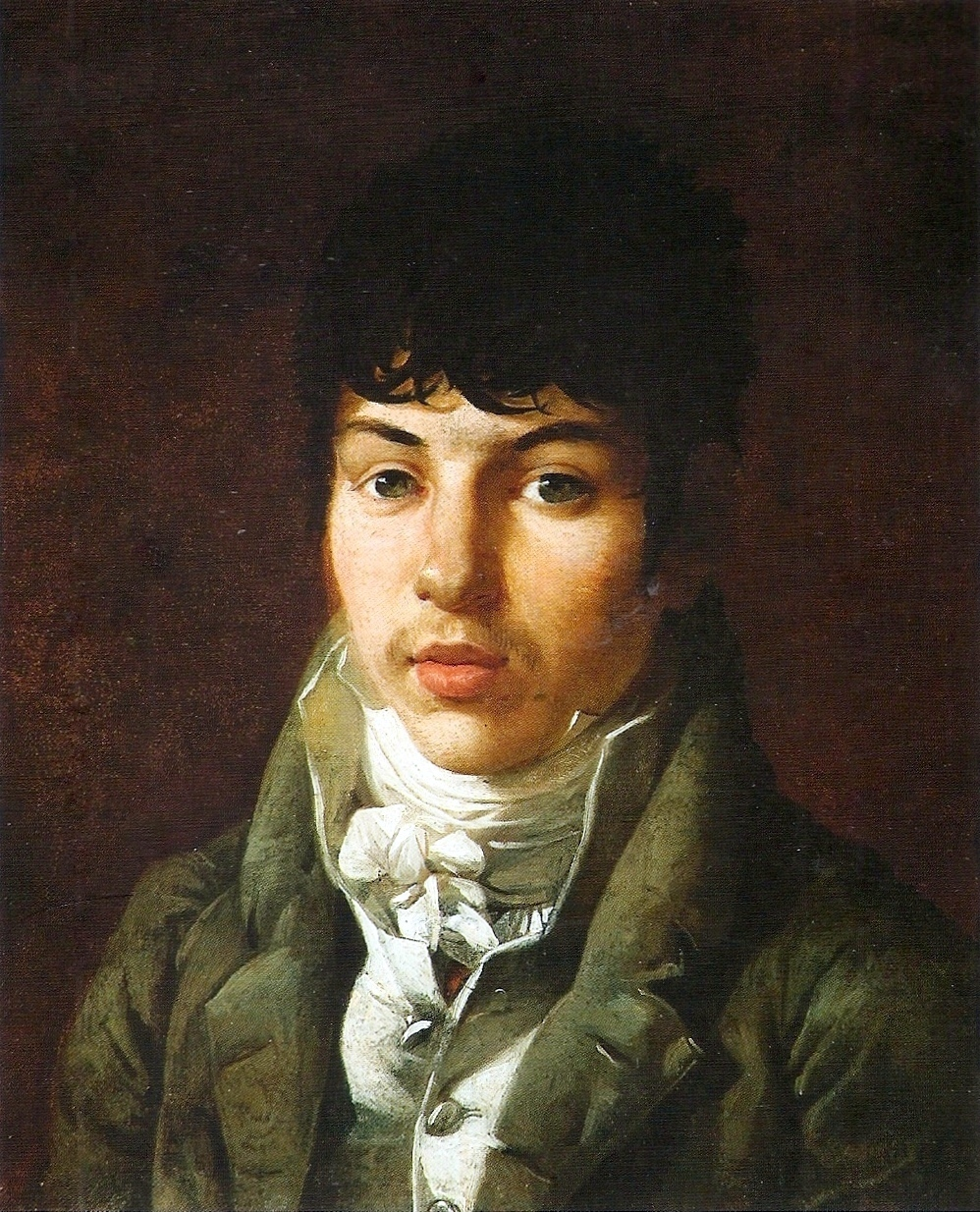
Portrait de Félix-Émile Taunay (vers 1810), Rio de Janeiro, musée national des beaux-arts du Brésil.
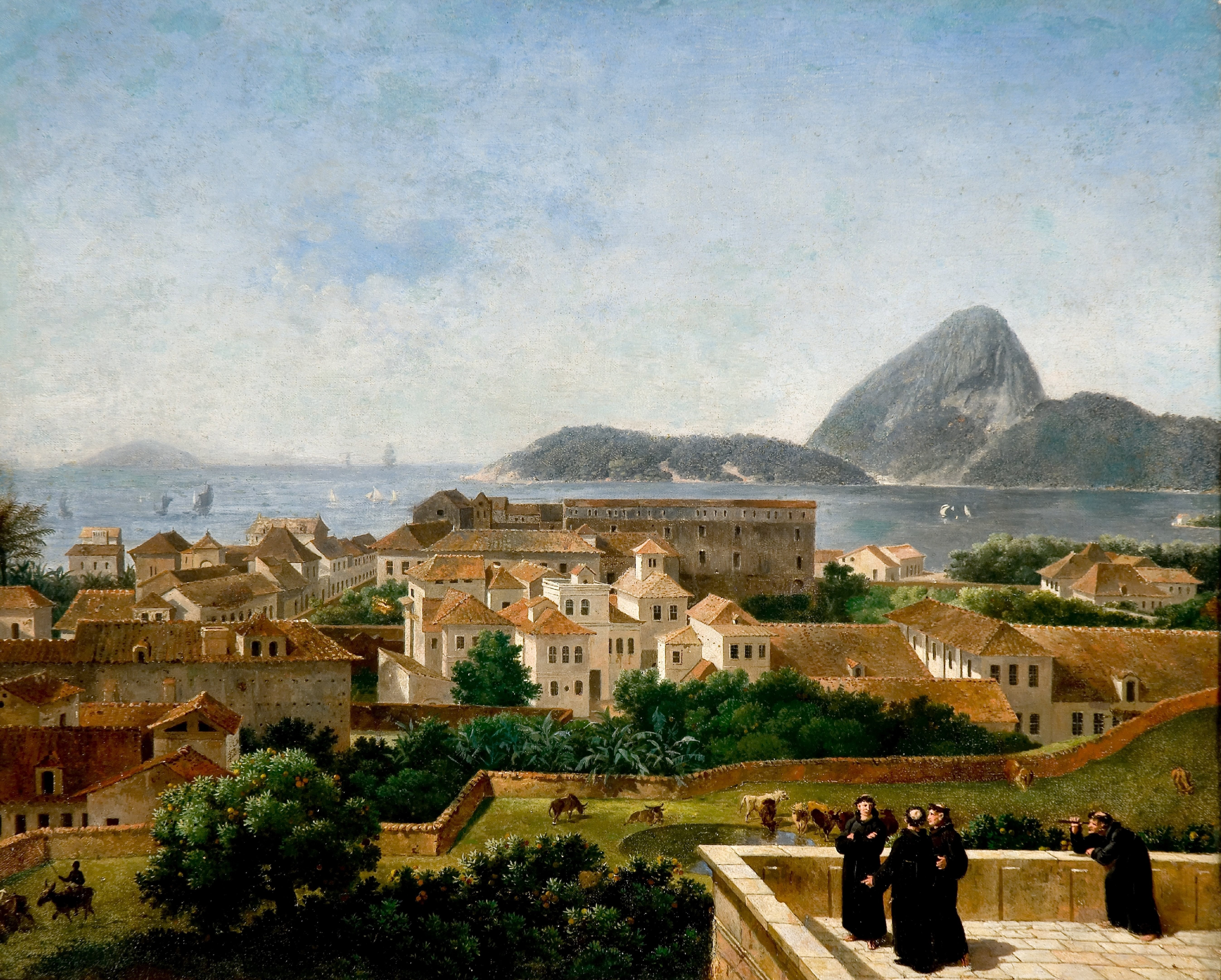
Vue de la colline de San Antonio (1816), Rio de Janeiro, musée national des beaux-arts du Brésil.
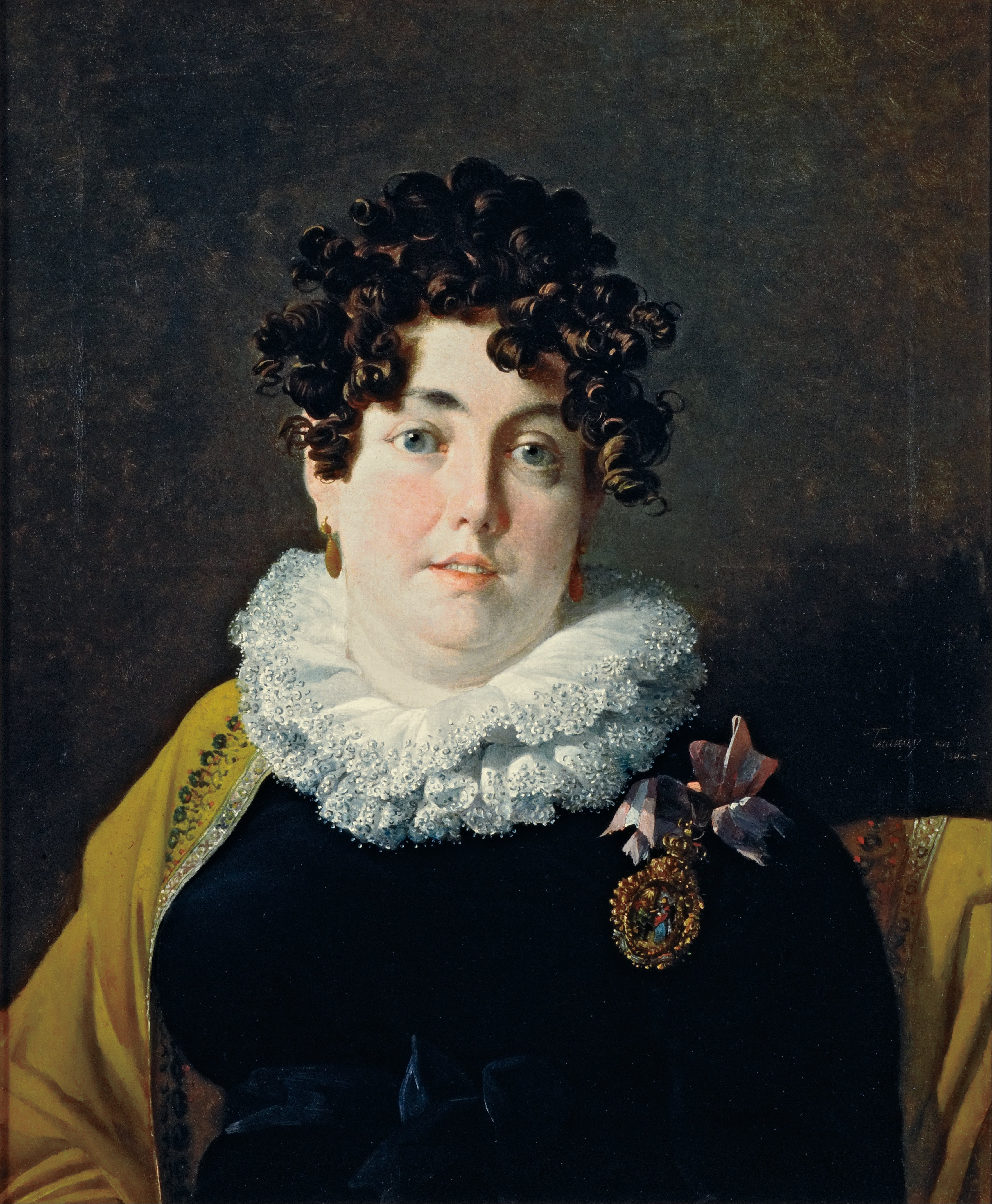
Portrait de la Marquise de Belas (1816), Pinacothèque de l'État de São Paulo.
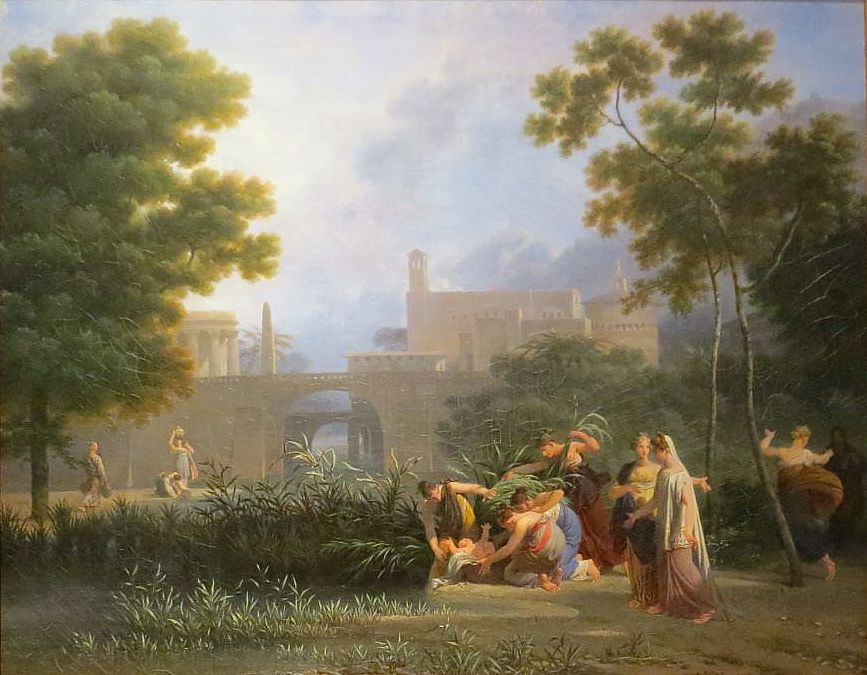
Moïse sauvé des eaux (1827), Rio de Janeiro, musée national des beaux-arts du Brésil.
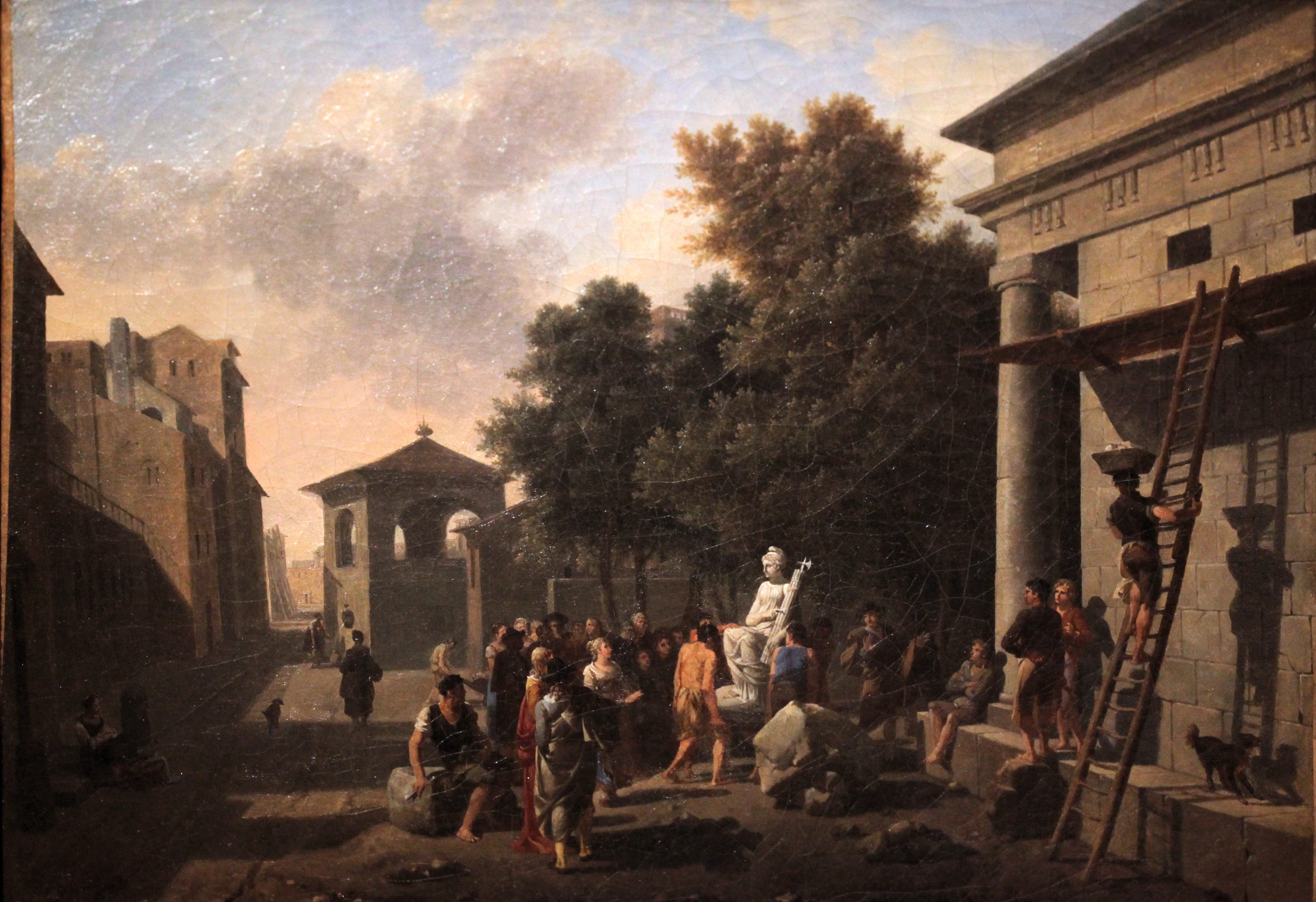
Installation d'une statue de la République (1793), Vizille, musée de la Révolution française.